# Fodbold under sommer-OL 2012 (kvinder)
Kvindernes fodboldturnering under sommer-OL blev afholdt i London og fem andre byer i Storbritannien fra den 25. juli til den 9. august. Forbundene tilknyttet FIFA blev opfordret til at sende deres kvindefodboldlandshold til den regionale kvalifikationsturnering, hvorfra elleve hold sammen med værtsnationen kvalificerede sig til OL. Der var ingen aldersbegrænsning for de deltagende spillere i turneringen.

## Kvalificering
Alle nationale olympiske komitéer kunne sende et hold til at deltage i kvalifikationsturneringen.
| Kvalifikationsturnering | Afslutningsdato    | Spillested1 | Pladser | Kvalificeret       |
| ----------------------- | ------------------ | ----------- | ------- | ------------------ |
| Værtsnation             | 6. juli 20052      | —           | 1       | Storbritannien     |
| AFC                     | 11. september 2011 | Kina        | 2       | Japan Nordkorea    |
| CAF                     | 22. oktober 2011   | —           | 2       | Sydafrika Cameroun |
| CONCACAF                | 29. januar 2012    | Canada      | 2       | USA Canada         |
| CONMEBOL                | 21. november 2010  | Ecuador     | 2       | Brasilien Colombia |
| OFC                     | 4. april 2012      | Tonga       | 1       | New Zealand        |
| (UEFA) VM 2011          | 17. juli 2011      | Tyskland    | 2       | Sverige Frankrig   |
| Total                   |                    |             | 12      |                    |

- ↑1 Spillestedet er for finalen.
- ↑2 Den 6. juli 2005 var dagen, hvor London blev tildelt værtskabet for sommer-OL 2012.

## Spillesteder
| By                  | Stadion                  | Kapacitet |
| ------------------- | ------------------------ | --------- |
| London              | Wembley Stadium          | 90.000    |
| Manchester          | Old Trafford             | 76.444    |
| Cardiff             | Millennium Stadium       | 74.500    |
| Newcastle upon Tyne | St James' Park           | 52.387    |
| Glasgow             | Hampden Park             | 52.103    |
| Coventry            | City of Coventry Stadium | 33.040    |

## Dommere
Den 19. april 2012 afslørede FIFA, hvilke dommere der var udtaget til OL.
| Forbund  | Dommer                                                   | Assistent |
| -------- | -------------------------------------------------------- | --- |
| AFC      | Eun Ah Hong Sachiko Yamagishi                            | Allyson Flynn Sarah Ho Kyoung Min Kim Widiya Habibah Shamsuri                                                     |
| CAF      | Therese Raissa Neguel                                    | Tempa Ndha Lidwine Pelagie Rakotozafinoro                                                                         |
| CONCACAF | Quetzalli Alvarado Godinez Carol Anne Chenard Kari Seitz | Marie-Josée Charbonneau Mayte Ivonne Chavez Garcia Marlene Duffy Stacy Ann Greyson Shirley Perello Veronica Perez |

| Forbund  | Dommer                                                                              | Assistent |
| -------- | ----------------------------------------------------------------------------------- | --- |
| CONMEBOL | Jesica Salome Di Orio                                                               | Mariana Betina Corbo Odone Maria Eugenia Rocco |
| UEFA     | Kirsi Heikkinen Efthalia Mitsi Jenny Palmqvist Christina Pedersen Bibiana Steinhaus | Anu Jokela Helen Karo Anna Nystrom Tonja Paavola Yolanda Parga Rodriguez Kathrin Rafalski Lada Rojc Hege Steinlund Maria Luisa Villa Gutierrez Marina Wozniak |

## Lodtrækning
Lodtræningen til turneringen fandt sted den 24. april 2012. De topseedede hold, Storbritannien, Japan og USA endte i grupperne E, F og G. De resterende hold blev trukket fra fire puljer.
| Pulje 1                                                 | Pulje 2                           | Pulje 3                                             | Pulje 4                                      |
| ------------------------------------------------------- | --------------------------------- | --------------------------------------------------- | -------------------------------------------- |
| - Storbritannien (placeret som E1) - Sverige - Frankrig | - Cameroun - Sydafrika - Colombia | - Japan (placeret som F1) - Nordkorea - New Zealand | - USA (placeret som G1) - Canada - Brasilien |

## Indledende kampe
Lodtrækningen til de indledende kampe fandt sted 24. april 2012. Etterne, toerne og de to bedste treere fra hver pulje gik videre til kvartfinalen.
Alle tider er British Summer Time (UTC+1).

### Gruppe E
| Hold           | K | V | U | T | MF | MI | +/- | P |
| -------------- | - | - | - | - | -- | -- | --- | - |
| Storbritannien | 9 | 3 | 0 | 0 | 5  | 0  | +5  | 9 |
| Brasilien      | 6 | 2 | 0 | 1 | 6  | 1  | +5  | 6 |
| New Zealand    | 3 | 1 | 0 | 2 | 3  | 3  | 0   | 3 |
| Cameroun       | 3 | 0 | 0 | 3 | 1  | 11 | -10 | 0 |

| Grønt indikerer at holdet kvalificerede sig til kvartfinalen |

| 25. juli 2012 16:00 |

| Storbritannien | 1-0     | New Zealand |
| -------------- | ------- | ----------- |
| Houghton 64'   | Rapport |             |

| Millennium Stadium, Cardiff Tilskuere: 24.445 Dommer: Kari Seitz (USA) |

| 25. juli 2012 18:45 |

| Cameroun | 0-5     | Brasilien                                                              |
| -------- | ------- | ---------------------------------------------------------------------- |
|          | Rapport | Francielle 7' · Costa 10' · Marta 73' (straffe), 88' · Cristiane 78' · |

| Millennium Stadium, Cardiff Tilskuere: 30.847 Dommer: Jenny Palmqvist (Sverige) |

| 28. juli 2012 14:30 |

| New Zealand | 0-1     | Brasilien       |
| ----------- | ------- | --------------- |
|             | Rapport | Cristiane 86' · |

| Millennium Stadium, Cardiff Tilskuere: 30.103 Dommer: Bibiana Steinhaus (Tyskland) |

| 28. juli 2012 17:15 |

| Storbritannien                           | 3-0     | Cameroun |
| ---------------------------------------- | ------- | -------- |
| Stoney 18' · J. Scott 23' · Houghton 82' | Rapport |          |

| Millennium Stadium, Cardiff Tilskuere: 31.141 Dommer: Hong Eun-Ah (Sydkorea) |

| 31. juli 2012 19:45 |

| New Zealand                                       | 3-1     | Cameroun      |
| ------------------------------------------------- | ------- | ------------- |
| Smith 43' · Sonkeng 49' (selvmål) · Gregorius 62' | Rapport | Onguene 75' · |

| Ricoh Arena, Coventry Tilskuere: 11.425 Dommer: Christina Pedersen (Norge) |

| 31. juli 2012 19:45 |

| Storbritannien | 1-0     | Brasilien |
| -------------- | ------- | --------- |
| Houghton 2'    | Rapport |           |

| Wembley Stadium, London Tilskuere: 70.584 Dommer: Carol Anne Chenard (Canada) |

### Gruppe F
| Hold      | K | V | U | T | MF | MI | +/- | P |
| --------- | - | - | - | - | -- | -- | --- | - |
| Sverige   | 3 | 1 | 2 | 0 | 6  | 3  | +6  | 5 |
| Japan     | 3 | 1 | 2 | 0 | 2  | 1  | +1  | 5 |
| Canada    | 3 | 1 | 1 | 1 | 6  | 4  | +2  | 4 |
| Sydafrika | 3 | 0 | 1 | 2 | 1  | 7  | -6  | 1 |

| 25. juli 2012 17:00 |

| Japan                     | 2-1     | Canada         |
| ------------------------- | ------- | -------------- |
| Kawasumi 33' · Miyama 44' | Rapport | Tancredi 55' · |

| Ricoh Arena, Coventry Tilskuere: 14.119 Dommer: Kirsi Heikkinen (Finland) |

| 25. juli 2012 19:45 |

| Sverige                                       | 4-1     | Sydafrika    |
| --------------------------------------------- | ------- | ------------ |
| Fischer 7' · Dahlkvist 20' · Schelin 21', 63' | Rapport | Modise 60' · |

| Ricoh Arena, Coventry Tilskuere: 18.290 Dommer: Salomé di Iorio (Argentina) |

| 28. juli 2012 12:00 |

| Japan | 0-0     | Sverige |
| ----- | ------- | ------- |
|       | Rapport |         |

| Ricoh Arena, Coventry Tilskuere: 14.160 Dommer: Quetzalli Alvarado (Mexico) |

| 28. juli 2012 14:45 |

| Canada                          | 3-0     | Sydafrika |
| ------------------------------- | ------- | --------- |
| Tancredi 7' · Sinclair 58', 86' | Rapport |           |

| Ricoh Arena, Coventry Tilskuere: 14.753 Dommer: Christina Pedersen (Norge) |

| 31. juli 2012 14:30 |

| Japan | 0-0     | Sydafrika |
| ----- | ------- | --------- |
|       | Rapport |           |

| Millennium Stadium, Cardiff Tilskuere: 24.202 Dommer: Efthalia Mitsi (Grækenland) |

| 31. juli 2012 14:30 |

| Canada            | 2-2     | Sverige                           |
| ----------------- | ------- | --------------------------------- |
| Tancredi 43', 84' | Rapport | Hammarström 14' · Jakobsson 16' · |

| St James' Park, Newcastle upon Tyne Tilskuere: 12.719 Dommer: Hong Eun-Ah (Sydkorea) |

### Gruppe G
| Hold      | K | V | U | T | MF | MI | +/- | P |
| --------- | - | - | - | - | -- | -- | --- | - |
| USA       | 3 | 3 | 0 | 0 | 8  | 2  | +6  | 9 |
| Frankrig  | 3 | 2 | 0 | 1 | 8  | 4  | +4  | 6 |
| Nordkorea | 3 | 1 | 0 | 2 | 2  | 6  | +4  | 3 |
| Colombia  | 3 | 0 | 0 | 3 | 0  | 6  | -6  | 0 |

| Grønt indikerer at holdet kvalificerede sig til kvartfinalen |

| 25. juli 2012 17:00 |

| USA                                       | 4-2     | Frankrig                 |
| ----------------------------------------- | ------- | ------------------------ |
| Wambach 19' · Morgan 32', 66' · Lloyd 56' | Rapport | Thiney 12' · Delie 14' · |

| Hampden Park, Glasgow Tilskuere: 18.090 Dommer: Sachiko Yamagishi (Japan) |

| 25. juli 2012 20:50 † |

| Colombia | 0-2     | Nordkorea               |
| -------- | ------- | ----------------------- |
|          | Rapport | Kim Song-Hui 39', 85' · |

| Hampden Park, Glasgow Tilskuere: 18.900 Dommer: Carol Anne Chenard (Canada) |

| 28. juli 2012 17:00 |

| USA                                   | 3-0     | Colombia |
| ------------------------------------- | ------- | -------- |
| Rapinoe 33' · Wambach 74' · Lloyd 77' | Rapport |          |

| Hampden Park, Glasgow Tilskuere: 11.313 Dommer: Efthalia Mitsi (Grækenland) |

| 28. juli 2012 19:45 |

| Frankrig                                                       | 5-0     | Nordkorea |
| -------------------------------------------------------------- | ------- | --------- |
| Georges 45' · Thomis 70' · Delie 71' · Renard 81' · Catala 87' | Rapport |           |

| Hampden Park, Glasgow Tilskuere: 11.743 Dommer: Therese Neguel (Cameroun) |

| 31. juli 2012 17:15 |

| USA         | 1-0     | Nordkorea |
| ----------- | ------- | --------- |
| Wambach 25' | Rapport |           |

| Old Trafford, Manchester Tilskuere: 29.522 Dommer: Jenny Palmqvist (Sverige) |

| 31. juli 2012 17:15 |

| Frankrig  | 1-0     | Colombia |
| --------- | ------- | -------- |
| Thomis 5' | Rapport |          |

| St James' Park, Newcastle upon Tyne Tilskuere: 13.184 Dommer: Quetzalli Alvarado (Mexico) |

† Kampen blev udsat i en time efter protest fra Nordkorea, idet Sydkoreas flag blev vist på storskærmen ved holdpræsentationerne.

### Rangering af treerne i puljerne
| Hold        | K | V | U | T | MF | MI | +/- | P |
| ----------- | - | - | - | - | -- | -- | --- | - |
| Canada      | 3 | 1 | 1 | 1 | 6  | 4  | +2  | 4 |
| New Zealand | 3 | 1 | 0 | 2 | 3  | 3  | 0   | 3 |
| Nordkorea   | 3 | 1 | 0 | 2 | 2  | 6  | -4  | 3 |

| Grønt indikerer at holdet kvalificerede sig til kvartfinalen |

## Knockout-fase
|  | Kvartfinaler | Kvartfinaler   | Kvartfinaler |         |           | Semifinaler | Semifinaler | Semifinaler |             |             | Finale      | Finale      | Finale |
|  |              |                |              |         |           |             |             |             |             |             |             |             |        |
|  | E1           | Storbritannien | 0            |         |           |             |             |             |             |             |             |             |        |
|  | F3           | Canada         | 2            |         |           |             |             |             |             |             |             |             |        |
|  | F3           | Canada         | 2            |         | F3        | Canada      | 3           |             |             |             |             |             |        |
|  |              |                |              |         | F3        | Canada      | 3           |             |             |             |             |             |        |
|  |              | G1             | USA          | 4 (aet) |           |             |             |             |             |             |             |             |        |
|  | G1           | G1             | USA          | 4 (aet) | USA       | 2           |             |             |             |             |             |             |        |
|  | G1           |                |              |         | USA       | 2           |             |             |             |             |             |             |        |
|  | E3           | New Zealand    | 0            |         |           |             |             |             |             |             |             |             |        |
|  |              |                |              |         |           |             |             |             |             |             | F3          | USA         | 2      |
|  |              |                | G2           | Japan   | 1         |             |             |             |             |             |             |             |        |
|  | F1           | Sverige        | 1            |         |           |             |             |             |             |             |             |             |        |
|  | G2           | Frankrig       | 2            |         |           |             |             |             |             |             |             |             |        |
|  | G2           | Frankrig       | 2            |         | G2        | Frankrig    | 1           |             | Tredjeplads | Tredjeplads | Tredjeplads | Tredjeplads |        |
|  |              |                |              |         | G2        | Frankrig    | 1           |             | Tredjeplads | Tredjeplads | Tredjeplads | Tredjeplads |        |
|  |              | F2             | Japan        | 2       |           |             |             |             |             |             |             |             |        |
|  | E2           | F2             | Japan        | 2       | Brasilien | 0           |             | G1          | Canada      | 1           |             |             |        |
|  | E2           |                |              |         | Brasilien | 0           |             | G1          | Canada      | 1           |             |             |        |
|  | F2           | Japan          | 2            |         |           |             |             |             |             |             | F2          | Frankrig    | 0      |

### Kvartfinaler
| 3. august 2012 12:00 |

| Sverige     | 1–2     | Frankrig                   |
| ----------- | ------- | -------------------------- |
| Fischer 18' | Rapport | Georges 29' · Renard 39' · |

| Hampden Park, Glasgow Tilskuere: 12.869 Dommer: Kari Seitz (USA) |

| 3. august 2012 14:30 |

| USA                      | 2–0     | New Zealand |
| ------------------------ | ------- | ----------- |
| Wambach 27' · Leroux 87' | Rapport |             |

| St James' Park, Newcastle Tilskuere: 10.441 Dommer: Salomé di Iorio (Argentina) |

| 3. august 2012 17:00 |

| Brasilien | 0–2     | Japan                  |
| --------- | ------- | ---------------------- |
|           | Rapport | Ōgimi 27' · Ohno 73' · |

| Millennium Stadium, Cardiff Tilskuere: 28.528 Dommer: Kirsi Heikkinen (Finland) |

| 3. august 2012 19:30 |

| Storbritannien | 0–2     | Canada                       |
| -------------- | ------- | ---------------------------- |
|                | Rapport | Filigno 12' · Sinclair 26' · |

| City of Coventry Stadium, Coventry Tilskuere: 28.828 Dommer: Sachiko Yamagishi (Japan) |

### Semifinaler
| 6. august 2012 17:00 |

| Frankrig      | 1–2     | Japan                       |
| ------------- | ------- | --------------------------- |
| Le Sommer 76' | Rapport | Ōgimi 32' · Sakaguchi 49' · |

| Wembley Stadium, London Tilskuere: 61.482 Dommer: Quetzalli Alvarado (Mexico) |

| 6. august 2012 19:45 |

| Canada                 | 3–4     | USA                                                           |
| ---------------------- | ------- | ------------------------------------------------------------- |
| Sinclair 22', 67', 73' | Rapport | Rapinoe 54' (hj.), 70' · Wambach 80' (str.) · Morgan 120+3' · |

| Old Trafford, Manchester Tilskuere: 26.630 Dommer: Christina Pedersen (Norge) |

### Bronzemedalje-kamp
| 9. august 2012 13:00 |

| Canada         | 1–0     | Frankrig |
| -------------- | ------- | -------- |
| Matheson 90+2' | Rapport |          |

| City of Coventry Stadium, Coventry Tilskuere: 12.465 Dommer: Jenny Palmqvist (Sverige) |

### Guldmedalje-kamp
| 9. august 2012 19:45 |

| USA           | 2–1     | Japan       |
| ------------- | ------- | ----------- |
| Lloyd 8', 54' | Rapport | Ōgimi 63' · |

| Wembley Stadium, London Tilskuere: 80.203 Dommer: Bibiana Steinhaus (Tyskland) |

## Placeringer
| Nr. | Hold                 | K | V | U | T | M+ | M- | MF  | Pt |
| --- | -------------------- | - | - | - | - | -- | -- | --- | -- |
| 1   | USA (USA)            | 6 | 6 | 0 | 0 | 16 | 6  | +10 | 18 |
| 2   | Japan (JPN)          | 6 | 3 | 2 | 1 | 7  | 4  | +3  | 11 |
| 3   | Canada (CAN)         | 6 | 3 | 1 | 2 | 12 | 8  | +4  | 10 |
| 4   | Frankrig (FRA)       | 6 | 3 | 0 | 3 | 11 | 8  | +3  | 9  |
| 5   | Storbritannien (GBR) | 4 | 3 | 0 | 1 | 5  | 2  | +3  | 9  |
| 6   | Brasilien (BRA)      | 4 | 2 | 0 | 2 | 6  | 3  | +3  | 6  |
| 7   | Sverige (SWE)        | 4 | 1 | 2 | 1 | 7  | 5  | +2  | 5  |
| 8   | New Zealand (NZL)    | 4 | 1 | 0 | 3 | 3  | 5  | −2  | 3  |
| 9   | Nordkorea (PRK)      | 3 | 1 | 0 | 2 | 2  | 6  | −4  | 3  |
| 10  | Sydafrika (RSA)      | 3 | 0 | 1 | 2 | 1  | 7  | −6  | 1  |
| 11  | Colombia (COL)       | 3 | 0 | 0 | 3 | 0  | 6  | −6  | 0  |
| 12  | Cameroun (CMR)       | 3 | 0 | 0 | 3 | 1  | 11 | −10 | 0  |

## Statistik

### Målscorere
6 mål
- Christine Sinclair

5 mål
- Abby Wambach

4 mål
- Melissa Tancredi
- Carli Lloyd

3 mål
| - Steph Houghton - Yūki Ōgimi | - Alex Morgan | - Megan Rapinoe |

2 mål
| - Cristiane - Marta - Marie-Laure Delie | - Laura Georges - Wendie Renard - Élodie Thomis | - Kim Song-hui - Nilla Fischer - Lotta Schelin |

1 mål
| - Francielle - Renata Costa - Gabrielle Onguene - Jonelle Filigno - Diana Matheson - Camille Catala - Eugénie Le Sommer | - Gaëtane Thiney - Jill Scott - Casey Stoney - Nahomi Kawasumi - Aya Miyama - Shinobu Ohno - Mizuho Sakaguchi | - Sarah Gregorius - Rebecca Smith - Portia Modise - Lisa Dahlkvist - Marie Hammarström - Sofia Jakobsson - Sydney Leroux |

Selvmål
- Ysis Sonkeng (i kampen mod New Zealand)

### Disciplin
Røde kort
- Choe Mi-gyong

Karantæne
- Lady Andrade fik karantæne i to kampe for voldelig opførsel, da hun slog Abby Wambach.[36]